# Battaglione Azad Hindoustan
El Battaglione Azad Hindoustan (en italiano: Battaglione India libera - "Batallón India Libre") era una unidad de legión extranjera formada en la Italia fascista bajo el Raggruppamento Centri Militari (Agrupación de centros militares) en julio de 1942. La unidad, criada inicialmente como Centro I, estaba dirigida por Mohammad Iqbal Shedai – un residente indio a largo plazo de Roma – y estaba formado por ex prisioneros de guerra indios de la India.
Establecido junto con unidades dedicadas a Túnez (Centro T) y los árabes (Centro A), se encargó de las operaciones de recolección de inteligencia y sabotaje detrás de las líneas enemigas. Una parte del Centro I pasó a llamarse Battaglione Azad Hindoustan en agosto de 1942 cuando el Raggruppamento Centri Militari fue redesignado como Raggruppamento Frecce Rosse ("Grupo de Flechas Rojas"). En el momento de su disolución en noviembre de 1942, el Battaglione Azad Hindoustan llegó a tener entre 350 y 400 fuertes.
Las unidades del Raggruppamento Frecce Rosse estaban destinadas a infiltrarse en el suelo, desde submarinos y en paracaídas. En consecuencia, se levantó una unidad adicional dentro del Battaglione Azad Hindoustan para formar el plotone paracadutisti ("pelotón de paracaídas"). Las tropas elegidas fueron enviadas para entrenamiento de combate de paracaidistas a la escuela de paracaidistas de Tarquinia.

## Uniforme
Los soldados del Battaglione Azad Hindoustan vestían uniformes militares italianos estándar. Sin embargo – diferencia de las tropas de la Legion Freies Indien, establecida en Alemania, que habían alcanzado su punto máximo en el campo – todas las tropas del Battaglione Azad Hindoustan llevaban un turbante del color de la túnica italiana Sahariana. Además, las tropas llevaban en sus túnicas parches de cuello con tres franjas verticales en azafrán, blanco y verde (que reflejaba los colores del Congreso Nacional Indio que era en el momento el foco del movimiento nacionalista). Los italianos que servían en el Battaglione Azad Hindoustan se distinguían por estrellas en los parches que no llevaban las tropas indias. El destacamento de Tarquinia enviado para el entrenamiento de paracaídas llevaba sus propios parches de cuello sobre los parches de paracaidista, así como la insignia de paracaidista que representa un paracaídas amarillo abierto bordado con hilo de rayón en la parte superior del brazo izquierdo.

## Estructura
Según la orden de batalla del Raggruppamento Centri Militari italiano en mayo de 1942, la unidad tenía bajo su control lo siguiente: comando ("Cuartel General") comandado por el teniente coronel Massimo Invrea; Centro T formado por italianos de Túnez; Centro A formado por italianos de Egipto, Palestina, Siria y Arabia; además de árabes y sudaneses, ex prisioneros de guerra y, por último; Centro I formado por italianos de India y Persia y ex prisioneros de guerra indios. En total, el Raggruppamento Centri Militari reunió a aproximadamente 1.200 italianos, 400 indios y 200 árabes. En agosto de 1942, el Raggruppamento pasó a llamarse Raggruppamento Frecce Rosse ("Grupo de Flechas Rojas"), un nombre elegido por el oficial al mando en memoria de su servicio con la División italiana Frecce Nere ("División de Flechas Negras") de la Corpo Truppe Volontarie ("Cuerpo de Tropas Voluntarias") en la Guerra Civil Española. Los tres Centri Militari recibieron nuevas designaciones al mismo tiempo. 
Según el orden de batalla del Raggruppamento italiano Frecce Rosse en agosto de 1942, las siguientes unidades comprendían la estructura de la fuerza: comando ("Cuartel General"), Battaglione d'Assalto Túnez ("Batallón de Asalto de Túnez"), que anteriormente era Centro T ; Gruppo Italo-Arabo ("Grupo Italo-Árabe"), anteriormente Centro A; y Battaglione Azad Hindoustan ("Batallón India Libre"), anteriormente Centro I.
El Battaglione Azad Hindoustan fue creado fuera del Centro I utilizando tanto el personal del antiguo Ejército Indio (el Ejército Indio estaba bajo el mando operativo británico) como los italianos que anteriormente residían en India y Persia (Irán).
El orden de batalla del Battaglione Azad Hindoustan en agosto de 1942 fue:
- Compagnia fucilieri ("compañía de rifles motorizados")
- Compagnia mitraglieri ("compañia de ametralladores motorizados")
- Plotone paracadutisti ("pelotón de paracaídas")
- Pelotón Italiano de Ultramar

## Disolución
A pesar de su inversión en entrenar a los indios en el combate de infiltración, los italianos consideraron que las tropas indias de Battaglione Azad Hindoustan eran de dudosa lealtad y esta opinión se confirmó cuando los indios se amotinaron al enterarse de la derrota del Eje en El Alamein en noviembre de 1942. Después de esto El batallón se disolvió y los indios regresaron a sus campos de prisioneros de guerra.